# Лисиче (община Чашка)
Вижте пояснителната страница за други значения на Лисиче.
Лисиче (на македонска литературна норма: Лисиче) е село в Северна Македония, част от община Чашка.

## География
Селото е разположено северно от административния център Чашка. Църквата в селото „Свети Никола“ е дело на Андон Китанов. Освен нея има и манастир „Свети Илия“.

## История
В „Етнография на вилаетите Адрианопол, Монастир и Салоника“, издадена в Константинопол в 1878 година и отразяваща статистиката на населението от 1873 година, Лисиче (Lisitché) е посочено като село с 27 домакинства и 122 жители българи. Според статистиката на Васил Кънчов („Македония. Етнография и статистика“) в края на XIX век селото има 560 жители българи християни и 35 турци.
Според секретен доклад на българското консулство в Скопие 19 от 77 къщи в селото през 1902 година признават Цариградската патриаршия. Според митрополит Поликарп Дебърски и Велешки в 1904 година в Лисиче има 22 сръбски къщи. По данни на секретаря на екзархията Димитър Мишев („La Macédoine et sa Population Chrétienne“) в 1905 година в Лисиче (Lissitché) има 464 българи екзархисти и 152 българи патриаршисти сърбомани. В селото работят българско и сръбско начално училище с по един учител и 27 и 12 ученици съответно. През учебната 1912/1913 година българска учителка в селото е Атина Грашева.
При избухването на Балканската война в 1912 година 5 души от Лисиче са доброволци в Македоно-одринското опълчение.
След Междусъюзническата война в 1913 година селото остава в Сърбия.
На етническата си карта от 1927 година Леонард Шулце Йена показва Лисиче (Lisiče) като българско християнско село.
По време на българското управление във Вардарска Македония в годините на Втората световна война, Васил Ив. Дяконов от Скопие е български кмет на Лисиче от 22 септември 1941 година до 9 май 1942 година. След това кметове са Петър Т. Динов (23 май 1943 - 21 декември 1942), Йордан Спиров Дуков от Ърбене (21 декември 1942 - 8 ноември 1943), Александър Дим. Черногорски от Скопие (8 ноември 1943 - 18 декември 1943), Тодор Ценов Вълчев от Горна Митрополия (18 декември 1943 - 12 август 1944) и Кирил Ан. Групчев от Охрид (12 август 1944 - 9 септември 1944).

## Личности
Родени в Лисиче
- Темелко Манев, 57-годишен, 3-та и нестроева рота на 5-та одринска дружина[13]

Починали в Лисиче
- Иван Христов, български революционер от ВМОРО, четник на Гроздан Рандев[14]
- Илия Савов Коев, български военен деец, майор, загинал през Втората световна война[15]